# Pichação

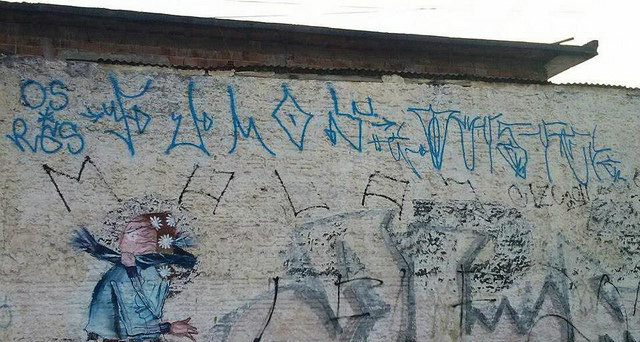
Pichação em São Paulo

Pichação (amiúde grafado incorretamente ou informalmente com x: pixação) é o ato de escrever ou rabiscar sobre muros, fachadas de edificações, asfalto de ruas ou monumentos, usando tinta em spray aerossol, dificilmente removível, estêncil ou mesmo rolo de tinta.
No geral, assinaturas pessoais, conhecidas também como tag, declarações de amor ou eventualmente frases de protesto ou insulto. Também utilizada como forma de demarcação de territórios entre grupos – às vezes gangues rivais.

## História
Já na Antiguidade é possível encontrar elementos de pichação. A erupção do vulcão Vesúvio preservou inscritos nos muros da cidade de Pompeia, que continham desde xingamentos até propaganda política e poesias.

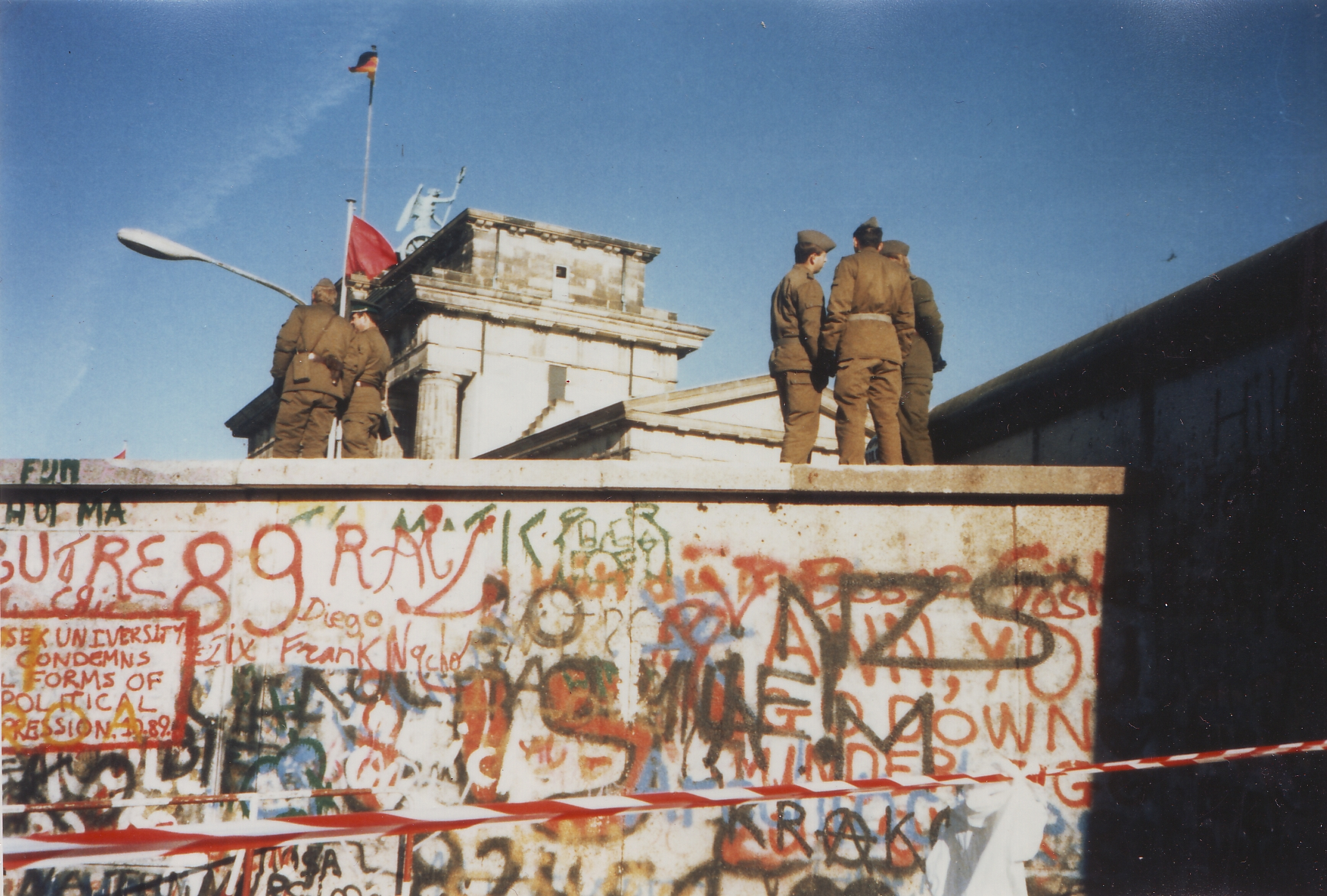
Lado da Alemanha Ocidental do Muro de Berlim repleto de pichações.

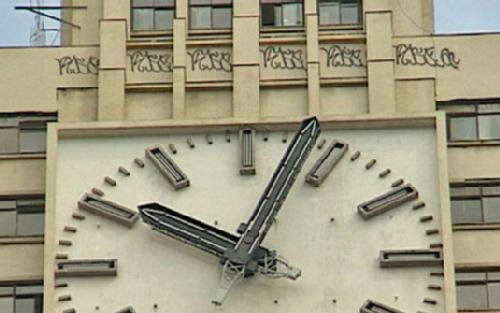
Relógio da Central do Brasil, no Rio de Janeiro, um dos pontos mais movimentados da cidade

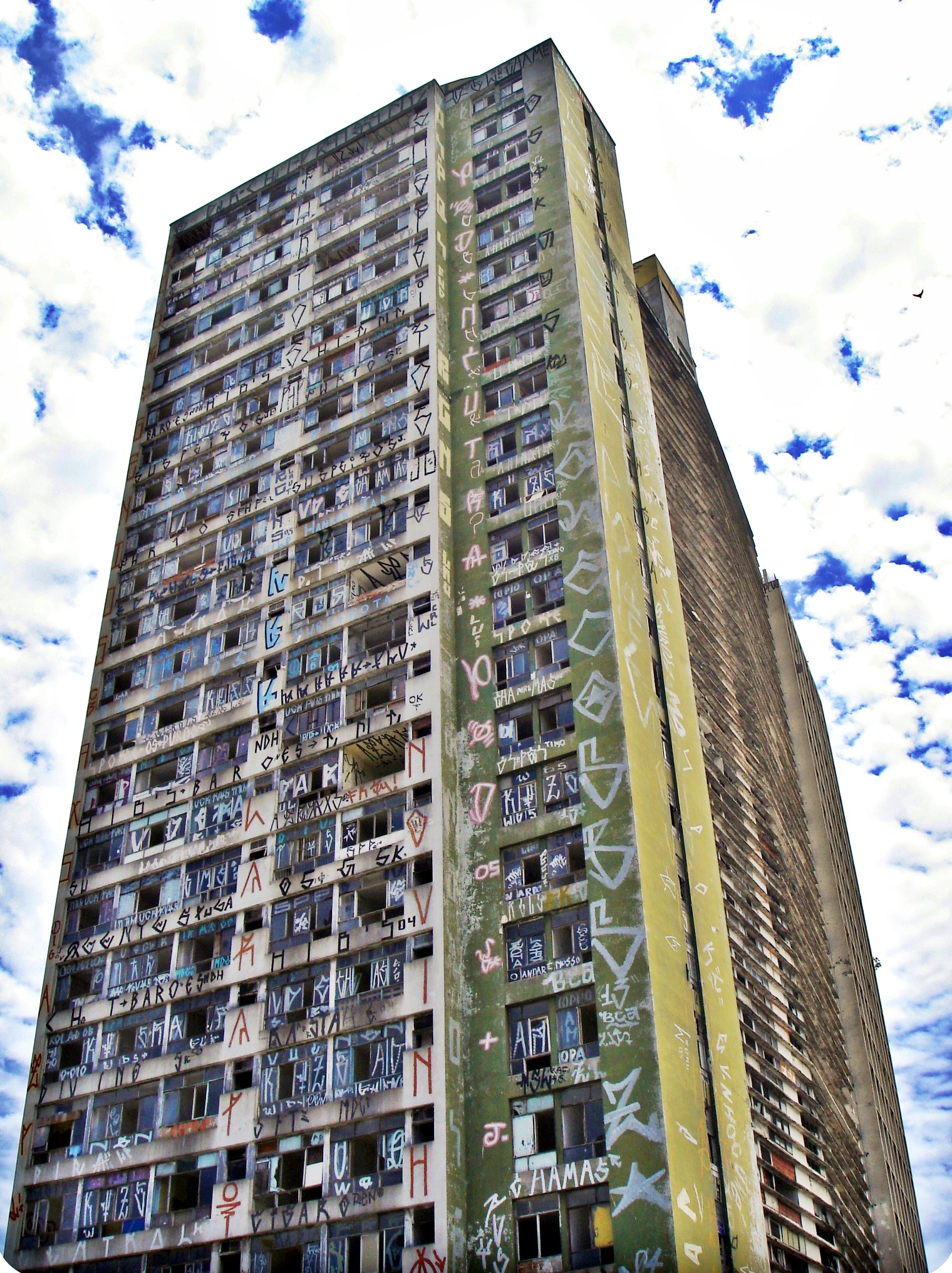
Edifício São Vito no centro de São Paulo, com cerca de 50 equipes diferentes

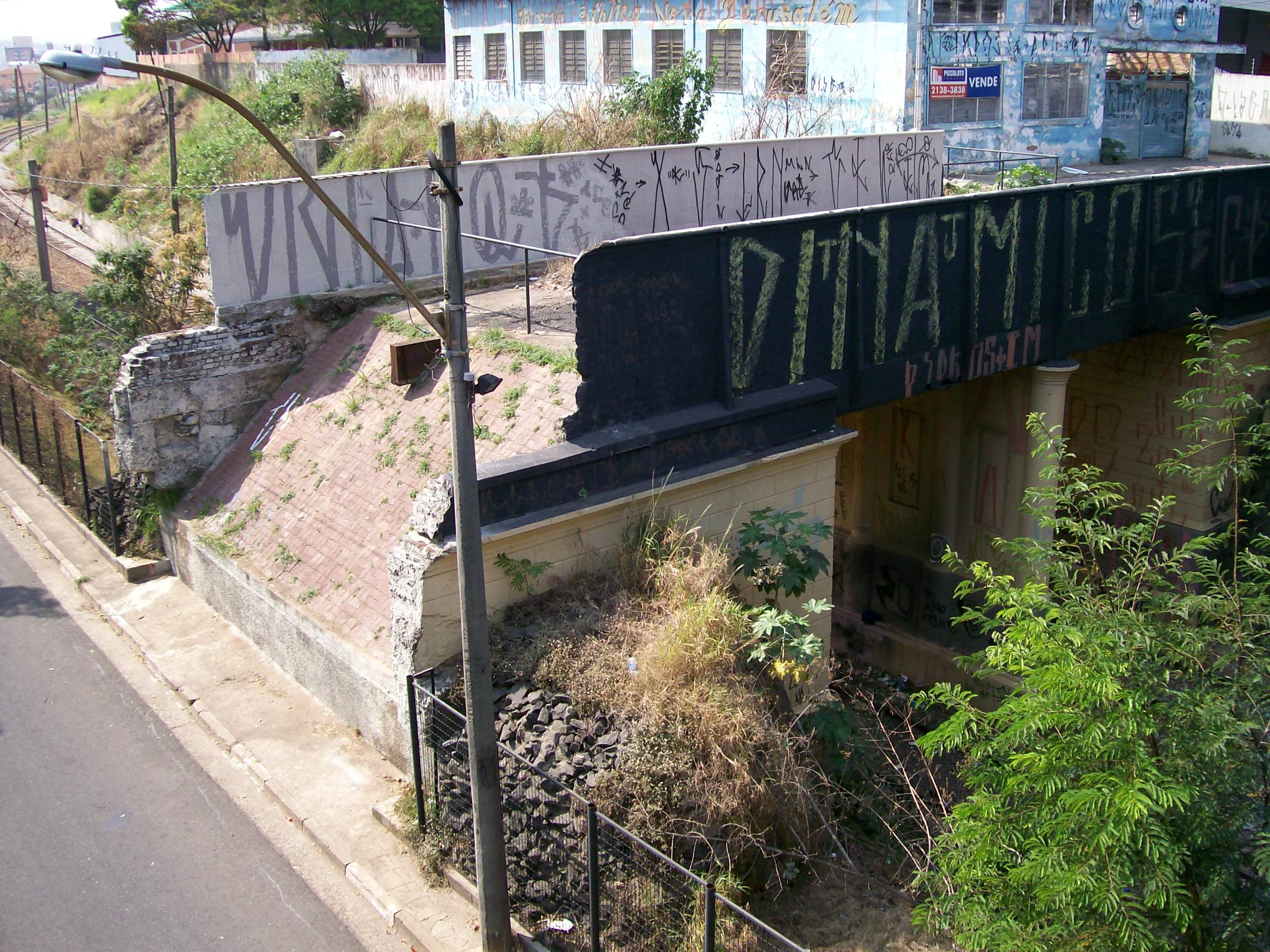
Ponte histórica no bairro Ponte Preta em Campinas.

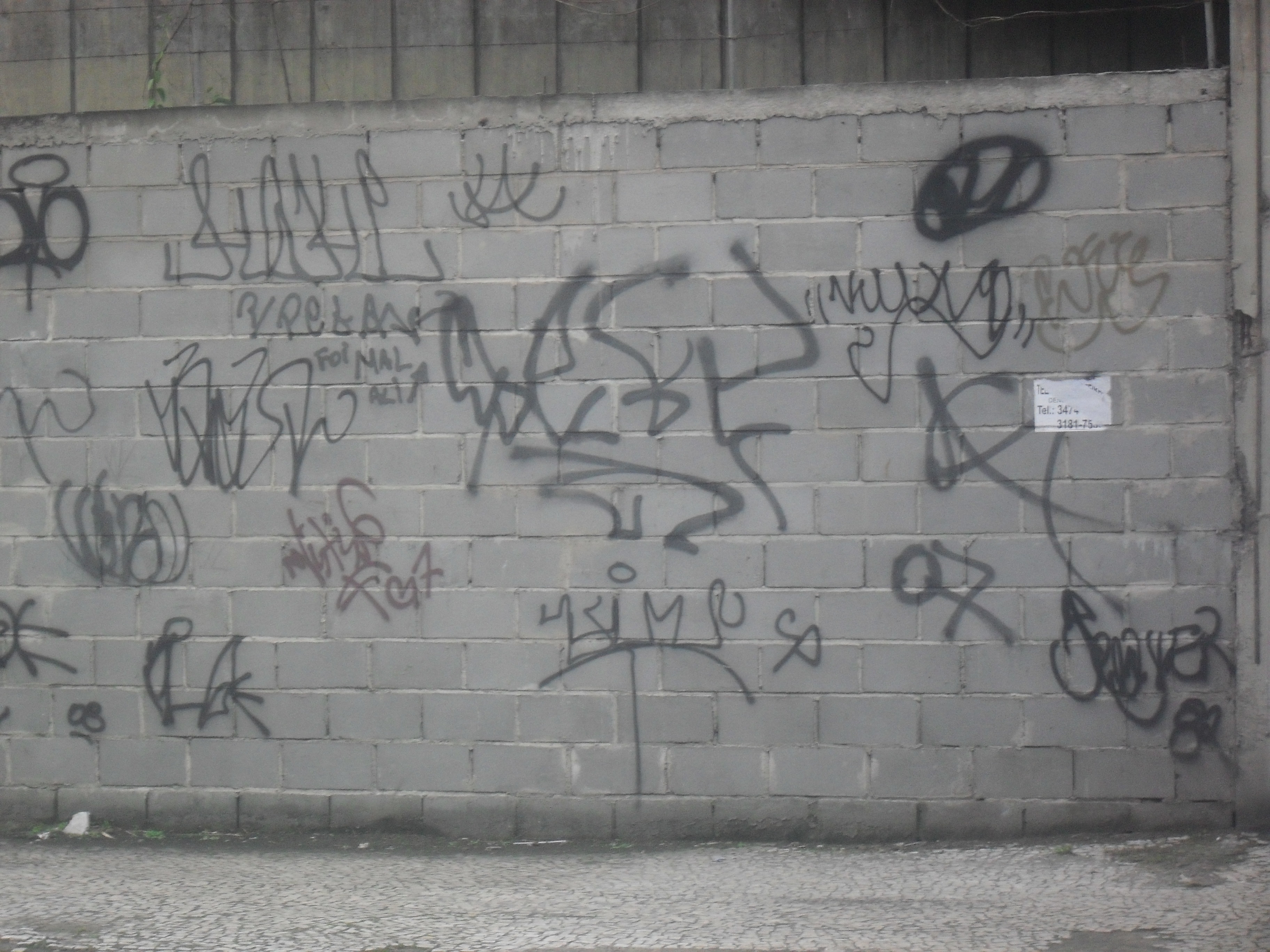
Um muro do Hotel Nacional no Rio de Janeiro, em São Conrado.

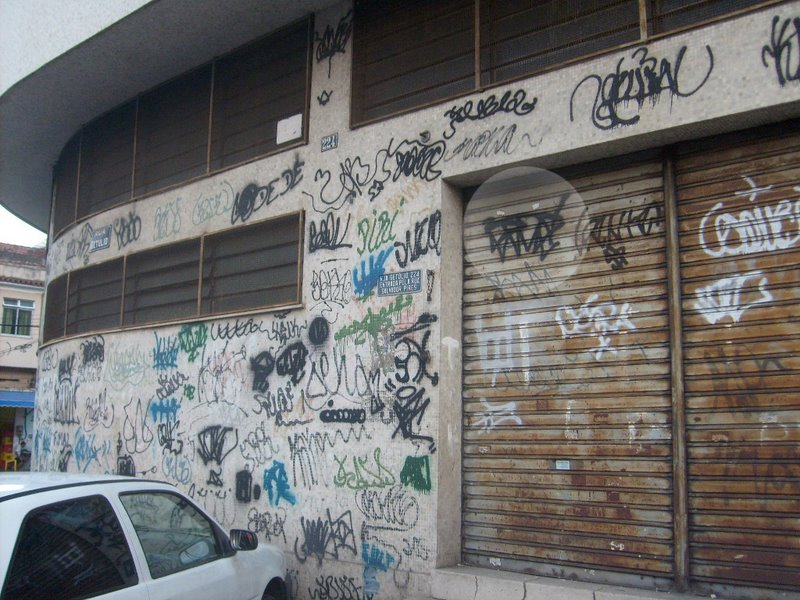
Foto de um muro no subúrbio do Rio de Janeiro repleto de tags

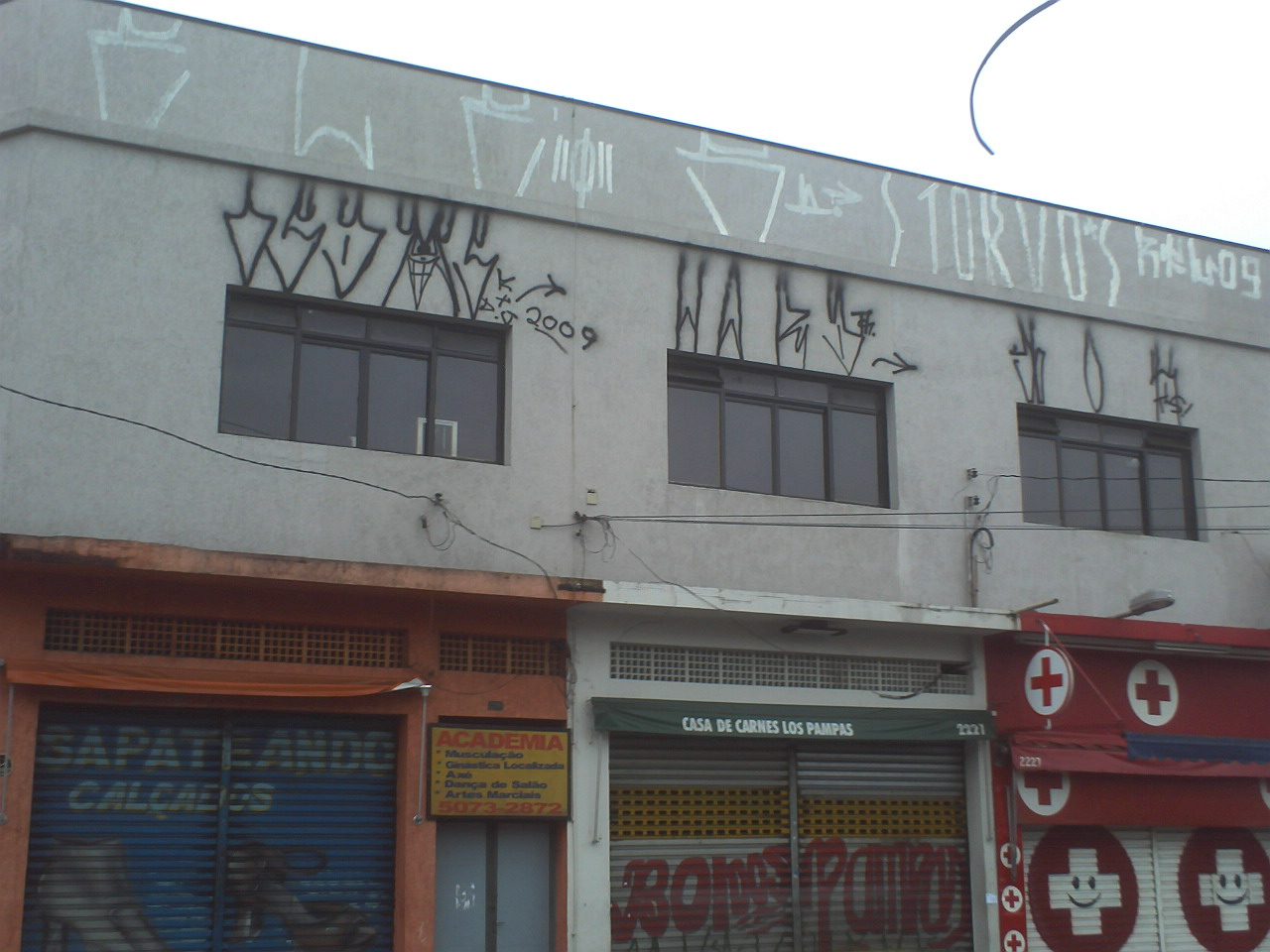
Prédio de São Paulo com pixo reto

Na Idade Média, padres pichavam os muros de conventos rivais no intuito de expor sua ideologia, criticar doutrinas contrárias às suas ou mesmo difamar governantes.
Com a popularização do aerossol, após a Segunda Guerra Mundial, a pichação ganhou mais agilidade e mobilidade. Na revolta estudantil de 1968, em Paris, o spray foi usado como forma de protesto contra as instituições universitárias e manifestação pela liberdade de expressão.
Construído no início da década de 1960, o Muro de Berlim ostentou por vários anos um lado oriental limpo e de pintura intacta, controlado pelo regime socialista da União Soviética, enquanto seu lado ocidental, encabeçado pela democracia capitalista dos Estados Unidos, foi tomado por pichações e grafites de protesto contra o muro. Até sua derrubada, em 9 de Novembro de 1989, os dois lados do muro representavam a discrepância entre a ditadura linha-dura soviética e a própria liberdade de expressão garantida na democracia de Berlim Ocidental.
No final de 1969 e início da década de 1970, as ruas de Los Angeles foram tomadas por pichações que demarcavam a disputa territorial pelo tráfico de drogas entre duas violentas gangues rivais: Bloods, representada pela cor vermelha, e Crips, representada pela cor azul. A disputa tomou proporções nacionais, e hoje a pichação e a rivalidade entre as duas gangues ainda persiste em várias cidades estadunidenses.

## Brasil
No Brasil, existe uma diferença entre o grafite e a pichação. Ambas tendem a alimentar discussões acerca dos limites da arte, sobre arte livre ou arte-mercadoria, liberdade de expressão, sobre Pollock, Rothko e Basquiat.
O grafite, em princípio, é bem mais elaborado e de maior interesse estético, sendo socialmente aceito como forma de expressão artística contemporânea, respeitado e mesmo estimulado pelo Poder Público. Já a pichação é, socialmente, considerada essencialmente transgressiva, predatória, visualmente agressiva, contribuindo para a degradação da paisagem, vandalismo desprovido de valor artístico ou comunicativo. Contudo, para pichadores, esta prática consiste em um modo de expressão política e artística elaborada, onde prestigiado são aqueles com maior visibilidade e audacidade em suas obras. Costumam ser enquadradas na categoria picho as inscrições repetitivas, bastante "simplificadas" e de execução rápida, basicamente símbolos ou caracteres um tanto hieroglíficos, de uma só cor, que recobrem os muros das cidades. A pichação é, por definição, feita em locais proibidos e, geralmente, à noite, em operações rápidas, sendo tratada como ataque ao patrimônio público ou privado, e portanto o seu autor está sujeito a prisão e multa. O grafite atualmente tende a ser feito em locais permitidos ou mesmo especialmente destinados à sua realização.
Origem
No Brasil, a pichação tem origem na década de 1960. Os pichadores usavam da tinta para protesto contra a ditadura militar e a opressão, tornando-se símbolo da resistência ao regime.

### Restrições a venda de sprays
A venda de tintas em embalagens aerossol, conhecido como spray foi proibida em 26 de maio de 2011 para menores de 18 anos de idade. A nova legislação sobre a venda desse material foi definida pela 12.408, sancionada pela presidente Dilma Rousseff e publicada no Diário Oficial na mesma data. Para compras em território nacional, Será necessário apresentar documento comprovando ser maior de 18 anos. Comerciantes terão, ainda, que colocar a identidade do comprador na nota fiscal. As embalagens das tintas virão com o aviso: “Pichação é crime”. O grafite, no entanto é permitido. Foi realizada uma alteração em uma lei de 1998, que agora determina que “a prática do grafite realizada com o objetivo de valorizar o patrimônio público e privado mediante manifestação artística” com autorização do proprietário é legal.

### Crime ambiental
No Brasil, a pichação é considerada vandalismo e crime ambiental, nos termos do artigo 65 da Lei 9.605/98 (Lei dos Crimes Ambientais), que estipula pena de detenção de 3 meses a 1 ano, e multa, para quem pichar, grafitar ou por qualquer meio conspurcar edificação ou monumento urbano.
Todavia, os juízes vêm adotando a aplicação de penas alternativas, como o fornecimento de cestas básicas a entidades filantrópicas ou a prestação de serviços comunitários pelo infrator.[carece de fontes?] Em Porto Alegre, por outro lado, policiais procuram enquadrar os pichadores também em formação de quadrilha, possibilitando penas maiores.

### Em São Paulo
A grafia da pichação de São Paulo destaca-se por letras grandes e na vertical, com curvas e detalhes que fazem o diferencial de cada "pixação" (grafada com "x") e conhecida como "pixo", "tag reto" e "pixo reto".

### Eventos notórios

#### Juneca e Cão Fila
Nos anos de 1970-1980, algumas pichações se tornaram bem conhecidas em São Paulo por serem pioneiras e vistas em várias partes da cidade, despertando a curiosidade das pessoas: "Cão Fila" (que às vezes era acompanhada de "Km 26") e "Juneca" (que depois passou a contar com a assinatura do parceiro "Pessoinha") Cão Fila era de Tozinho, um proprietário de um canil no km 26 da Estrada do Alvarenga, em São Bernardo do Campo e Juneca se tornou nos anos seguintes um grafiteiro conhecido.

#### Celacanto provoca maremoto
O título do episódio National Kid Contra os Seres Abissais, do seriado japonês National Kid, patrocinada pela National Electronics Inc (atual Panasonic) e exibido pela televisão brasileira, durante a década de 1960), deu origem a uma famosa pichação.
No filme, um  sinistro oceanógrafo adverte um grupo de garotos: "Não se aventurem nas profundezas dos oceanos. O celacanto quando se enfurece emite grandes ondas de ódio". A frase, Celacanto provoca maremoto, aparentemente enigmática, tornou-se onipresente nos muros do Rio de Janeiro, em 1977. O autor da pichação era o jornalista carioca Carlos Alberto Teixeira, então com dezessete anos. Na mesma época, havia uma outra pichação, o Lerfá Mu. Os dois pichadores estudavam na PUC-Rio e inicialmente eram rivais. Inspirado nestas pichações foi lançado, em 1979, o filme Lerfá Mu escrito e dirigido por Carlos Frederico Rodrigues.
Na mesma época, a frase inspirou a ação de um hacker, que sabotou o computador de Instituto Militar de Engenharia, um IBM 1130, substituindo a função raiz quadrada (SQRT, square root) por outra, de mesmo nome. A nova função calculava normalmente a raiz quadrada, mas, como brinde, a cada dez frases impressas, uma era "Celacanto Provoca Maremoto", Coelacantus agitat mare ou similares.
Em 6 de junho de 2018 teve lugar a inauguração da exposição sobre o peixe abissal celacanto, como parte da comemoração dos 200 anos de fundação do Museu Nacional/UFRJ. No espaço de exposição há um painel homenageando a pixação “Celacanto Provoca Maremoto”, contendo uma declaração por escrito do criador do grafitti.

#### 28a Bienal Internacional de Arte de São Paulo
Uma jovem foi presa, no dia 26 de outubro de 2008, por usar tinta para pichar as paredes internas do 2° piso do prédio da pavilhão, onde acontecia a  28.ª edição da Bienal.
A jovem, de 23 anos, ficou presa por mais de 50 dias por ter participado de uma invasão ao prédio pelada, em 26 de outubro de 2008, com outras 40 pessoas que picharam o andar vazio da mostra –  um espaço teoricamente aberto a intervenções artísticas livres. Como não tem renda, endereço fixo nem ocupação definida, Caroline Pivetta da Mota ficou na cadeia por quase dois meses.
O fato gerou várias manifestações e reativou a polêmica sobre o acesso à justiça pelos mais pobres, com a inevitável comparação aos casos de crimes de "colarinho branco", nos quais cidadãos mais abonados respondem a seus processos em liberdade. O ministro da Secretaria Especial dos Direitos Humanos (SEDH), Paulo de Tarso Vannuchi, disse, durante a 11ª Conferência Nacional dos Direitos Humanos, em 15 de dezembro, que compara o caso do banqueiro Daniel Dantas com o de Caroline:
“A jovem está presa há 50 dias por ter pichado uma sala da Bienal. Infelizmente, Daniel Dantas ficou preso por muito menos tempo”, afirmou o ministro.
Também o ministro da Cultura, Juca Ferreira, pediu a  liberação da moça, considerando a desproporcionalidade entre o delito e a punição – embora se declare contra a pichação.
Caroline Pivetta passou 50 dias na Penitenciária Feminina Sant’Ana, no Carandiru, depois de três dias no 36º Distrito Policial, localizado no bairro do Paraíso, em São Paulo. Foi libertada em 19 de dezembro de 2008, por determinação do Tribunal de Justiça de São Paulo. Em liberdade provisória, deve  aguardar o julgamento do mérito do habeas-corpus, em audiência marcada para o dia 17 de fevereiro de 2009. Foi denunciada pelo Ministério Público sob a acusação de associação a milicianos para destruir as dependências de prédio público, isto é,  formação de quadrilha e deterioração ou destruição de bens protegidos por lei. Se condenada, poderá ficar presa entre um e dois anos, estando ainda sujeita ao pagamento de multa.

### Rio de Janeiro
No Rio de Janeiro, as pichações tem formato de ondas e recebem o nome de xarpi, um anagrama de "pixar" ou "carioquinhas".

#### Ataque ao Cristo Redentor
Na madrugada de 15 de Abril de 2010, o monumento do Cristo Redentor, uma das novas sete maravilhas do mundo, foi vandalizada por pichadores. Os pichadores Aids, Zabo e Lub da Crew DP (Dopados e Perversos) e I (Irreverentes), da zona oeste, reivindicaram a autoria das pichações.
No momento do vandalismo, as câmeras de segurança estavam desligadas, e por conta das chuvas, o monumento ficou isolado após deslizamentos interditarem o bondinho do Corcovado e as principais vias que levam à estátua. O monumento vinha passando em uma reforma e os pichadores usaram os andaimes para chegar até o topo. Em 1991, pichadores de São Paulo já haviam atacado o Cristo de uma forma mais sutil em seu rodapé.
Os pichadores fizeram uma espécie de protesto e colocaram em pauta o caso de uma engenheira chamada Patrícia que teve uma estranha morte e que até hoje não foi solucionada.
Ao se entregar, o pintor de paredes Paulo Souza dos Santos, de 28 anos, afirmou que não esperava que seu ato ganhasse tanta repercussão: “Foi só um protesto para alertar sobre pessoas desaparecidas”, tentou justificar.

### Minas Gerais

#### Formação de quadrilha em Belo Horizonte
Em Belo Horizonte, a prisão preventiva de um grupo de oito pichadores (Goma, Lic, Lisk, Arke, Zero, Sadok, Fama e Ranex) autodenominados "Os Piores de Belô" causou grande repercussão, no dia 24 de agosto de 2010, em virtude de terem sido indiciados pela prática de formação de quadrilha, crime com pena cominada de 1 a 3 anos de reclusão (Código Penal, art. 288). A linha dura com os pichadores na capital mineira ocorre em função do trabalho conjunto da Polícia Civil, Prefeitura (que criou o Movimento Respeito por BH), Ministério Público, Judiciário e órgãos da Defesa Social, todos focados na limpeza estética da cidade para receber jogos da Copa do Mundo de 2014. Tal ato gerou manifestos pedindo a liberdade dos Piores de Belô.

## Na literatura
O argumento do romance do escritor espanhol Arturo Pérez-Reverte "O sniper paciente" está baseado em pixadores e graffiteiros.